# Скеля Голова Чацького

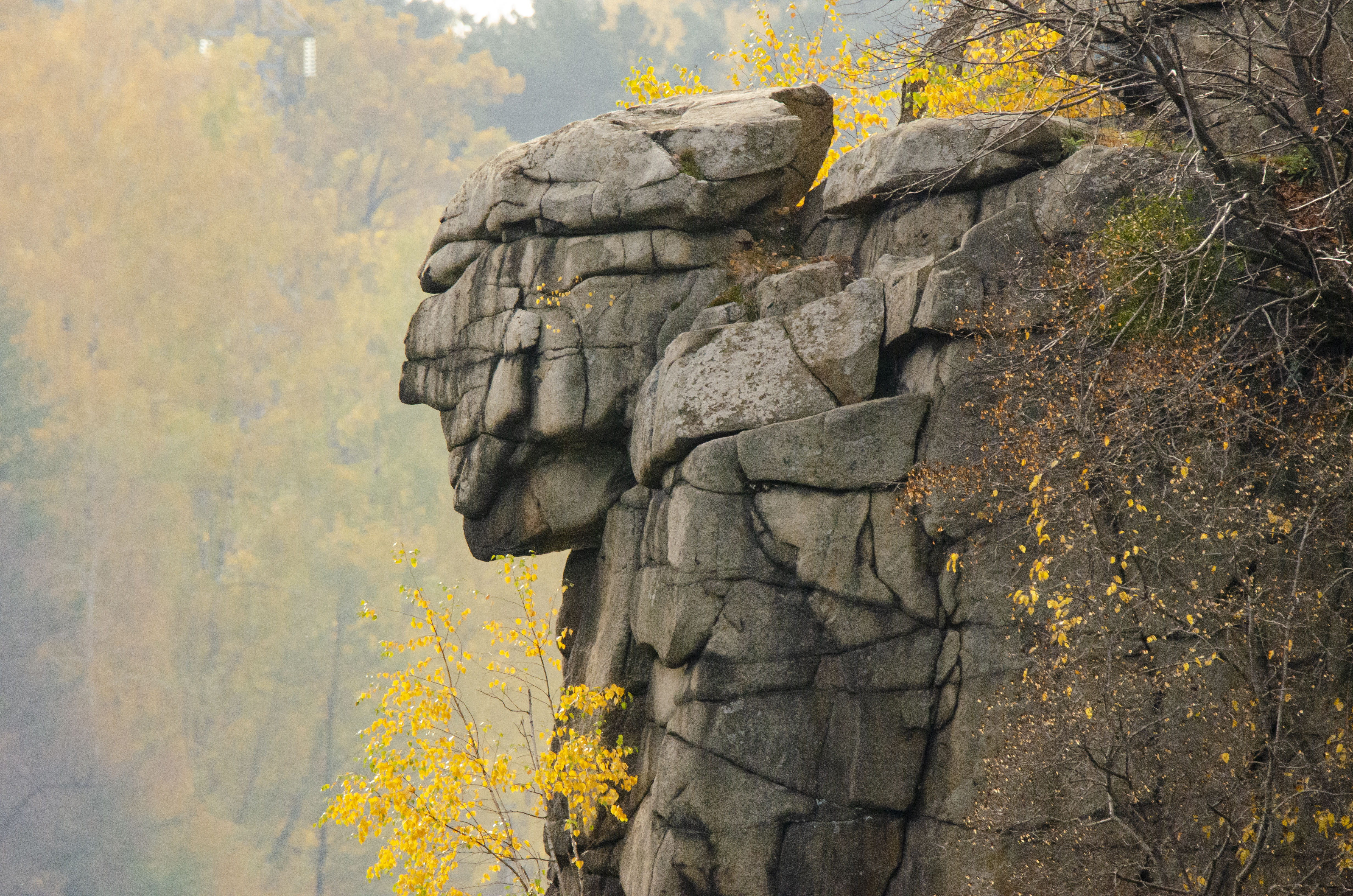
Скеля Голова Чацького восени

Ске́ля Голова́ Ча́цького — геологічна пам'ятка природи місцевого значення в Україні. Розташована в межах міста Житомира Житомирської області, на південний захід від центральної частини міста. 
Площа 0,01 га. Статус надано 1967 року. Перебуває у віданні Житомирського міськкомунгоспу. 
Створена з метою охорони мальовничої монолітної скелі, складеної сірим гранітом. Скеля розташована на лівому березі річки Тетерів, має висоту бл. 30 м. над рівнем води Житомирського водосховища. Разом з сусідніми скелями утворює прямовисну стіну, завдовжки бл. 120 м. Вершина скелі має вигляд голови людини. 

## Історія заповідання
16.07.1926 року Волинський науково-дослідний державний музей звернувся до Українського комітету охорони пам'яток природи, надіславши перелік пам’яток природи Волинської округи, виділених працівниками музею. При цьому, в листі зазначено, що повноцінних «заповідників на території округи нема». Таким чином лист був пропозицією оголосити заповідними вказані ділянки. Серед таких був запис "2. Каньйон, «ур. Сокулі» по Тетереву, на південний захід від Житомира. Площа – 4 десятини. ", що відповідає нинішній пам'ятці.